# Gmina Hanover (hrabstwo Allamakee)

Położenie Gminy Hanover w hrabstwie Allamakee

Gmina Hanover (ang. Hanover Township) – gmina w USA, w stanie Iowa, w hrabstwie Allamakee. Według danych z 2000 roku gmina miała 173 mieszkańców.